# Esturió persa
L'esturió persa (Acipenser persicus) és una espècie de peix actinopterigi de l'ordre dels acipenseriformes, amenaçada d'extinció.

## Descripció
Cos allargat i amb un tint blavós.

## Alimentació
Al principi es nodreix de Mysidae, quironòmids i gammaridis. Als 2 o 3 anys s'alimenta de crancs i peixos, i, finalment, només de peix.

## Distribució geogràfica
És una espècie endèmica de la mar Càspia i de la mar Negra.

## Ús comercial
S'aprecia molt el seu caviar i la seva carn.

## Estat de conservació
A nivell general, la pesca furtiva a la conca de la mar Càspia i la construcció de preses (les quals bloquegen l'accés a les zones de fresa) són les seues principals amenaces. A l'Iran, la contaminació produïda pels residus i l'agricultura suposa la pèrdua i la degradació dels seus llocs de fresa. A l'Azerbaidjan i el Kazakhstan, el petroli i la contaminació industrial han fet perdre moltes de les àrees on s'alimentava. Pel que fa a Rússia, la contaminació petroliera és una amenaça potencial.